# Shin'ichirō Tomonaga
Shin'ichirō Tomonaga o Sin-Itiro Tomonaga (in giapponese: 朝永 振一郎; Tokyo, 31 marzo 1906 – Tokyo, 8 luglio 1979) è stato un fisico giapponese, Premio Nobel per la fisica nel 1965.

## Biografia
Secondo figlio del filosofo Sanjuro Tomonaga, nel 1913 con la famiglia si trasferì nella città di Kyōto poiché il padre aveva ottenuto una cattedra presso l'università imperiale. Conseguì il diploma di scuola superiore al prestigioso Third Higher School di Kyoto, istituto frequentato dai figli della nomenklatura giapponese. Nel 1929 si laureò in fisica alla università imperiale di Kyoto insieme all'amico e futuro Premio Nobel Hideki Yukawa. 
Nel secondo ciclo di studi, presso la medesima università, Tomonaga lavorò come assistente per tre anni.
Dopo la laurea, approdò nel gruppo di ricerca di Yoshio Nishina Istituto di Ricerca Fisica e Chimica di Tokyo, presso il RIKEN. Dal 1937 al 1939 lavorò a Lipsia e collaborò attivamente nel gruppo di ricerca di Werner Heisenberg, occupandosi di fisica nucleare e teoria quantistica dei campi. Ritornò in Giappone a causa dell'inizio della seconda guerra mondiale, ma finì il suo dottorato continuando gli studi sui materiali nucleari che già aveva iniziato a Lipsia. Qui contribuì, sotto la guida di Nishina,  a gettare le basi teoriche dell'elettrodinamica quantistica.
Nel 1940 sposò Ryoko Sekiguchi, figlia del direttore dell'osservatorio metropolitano di Tokyo. Da questa unione nacquero tre figli. In quel periodo Tomonaga focalizzò la sua attenzione sulla teoria dei mesoni e cercò di spiegare la struttura della nube mesonica intorno al nucleone. Divenne professore di fisica della Tokyo Bunrika University (oggi università di Tsukuba) nel 1941. Un anno dopo fu il primo scienziato a proporre una formulazione relativisticamente covariante della teoria quantistica dei campi, nella quale veniva generalizzato il concetto di stato quantico.
Durante la seconda guerra mondiale si interessò al fenomeno dei sistemi di microonde e comprese come avveniva il moto degli elettroni in un magnetron.
Nel 1948, insieme ad alcuni suoi studenti, riesaminò una pubblicazione del 1939 di Sydney Dancoff che tentava, fallendo, di dimostrare che le quantità infinite a cui i primi calcoli dell'elettrodinamica quantistica conducevano potevano annullarsi reciprocamente. Tomonaga applicando la Super-Many-Time Theory da lui sviluppata e un metodo relativistico basato sul metodo non relativistico di Wolfgang Pauli e Markus Fierz riuscì a velocizzare e rendere molti più chiari i calcoli della elettrodinamica quantistica. Riuscirono in questa maniera a dimostrare che Dancoff aveva dimenticato nello sviluppo dei calcoli un termine della teoria delle perturbazioni. Includendo questo termine, la teoria portava a risultati finiti; Tomonaga aveva così scoperto il metodo della rinormalizzazione indipendentemente da Julian Schwinger e calcolato alcune quantità fisiche di struttura fine come lo spostamento di Lamb nel medesimo tempo.
Nel 1949 fu invitato da Robert Oppenheimer presso l'Institute for Advanced Study di Princeton per indagare i sistemi fermionici a una dimensione.
Nel 1955 pubblicò un lavoro sulla teoria quantistica elementare dei moti meccanici collettivi delle particelle. Studiò il problema dei sistemi a molti corpi nelle oscillazioni collettive in sistemi quanto-meccanici. L'anno successivo, ritornato in Giappone, propose il sistema fisico del liquido di Tomonaga-Luttinger.
Dal 1956 al 1962 fu presidente della Tokyo University of Education e venne nominato membro dell'Accademia Reale Svedese delle Scienze.
Insieme ai fisici Richard Feynman e Julian Schwinger, nel 1965 vinse il premio Nobel per la fisica per aver sviluppato i principi fondamentali dell'elettrodinamica quantistica, in particolare per la scoperta del metodo di rinormalizzazione. Morì a Tokyo nel 1979.
Tra i suoi numerosi scritti e saggi scientifici, ricordiamo in particolare un testo di meccanica quantistica tradotto in inglese nel 1963.